# Arnstadt Hauptbahnhof
Arnstadt Hauptbahnhof – główny dworzec kolejowy w Arnstadt, w kraju związkowym Turyngia, w Niemczech.